# 그리스 연안 경비대

그리스 해안경비대(그리스어: Λιμενικό Σώμα-Εlamlamnνική Ακτοphυλακή, 로마자 표기: Limeniko Soma-Elliniki Aktofylaki)는 그리스의 국가 해안경비대이다. 다른 많은 해안경비대와 마찬가지로 전시에는 그리스 해군을 지원할 수 있지만 평화 시에는 별도의 민간 통제하에 상주하는 준군사 조직이다. 해안경비대의 장교와 사병은 군 형법에 따라 군인으로 간주된다. 1919년 의회법(법률 1753-1919)에 의해 설립되었으며 그 기능에 대한 법적 틀은 1927년에 개혁되었다. 주요 임무는 해양 지역에서 그리스, 유럽 및 국제법을 집행하는 것이다.
역사적으로 이는 그리스 해운 산업과 매우 밀접하게 연관되어 있다. 많은 해안경비대 장교들은 그리스 선주가 소유한 그리스 및 국제 기업에 취업하기 위해 조기 퇴직한다.